# Microdolichostyrax
Microdolichostyrax – rodzaj chrząszczy z rodziny kózkowatych i podrodziny zgrzypikowych.

## Zasięg występowania
Przedstawiciele tego rodzaju występują w Azji Południowo-Wschodniej.

## Systematyka
Do Microdolichostyrax należą 3 gatunki:
- Microdolichostyrax continentalis
- Microdolichostyrax hefferni
- Microdolichostyrax minutus